# Серёгин, Алексей Фёдорович
Алексей Фёдорович Серёгин — советский хозяйственный и политический деятель.

## Биография
Родился в 1922 году в селе Галичи. Член КПСС.
В 1936—1941 — учитель в сельской школе.
Участник Великой Отечественной войны
В 1946—1952 гг. — учитель, директор школы в Одоевском районе Тульской области.
В 1952—1961 гг. — первый секретарь Одоевского райкома КПСС.
В 1961—1987 гг. — начальник Тульского областного управления автомобильных дорог.

За время его работы на балансе Тулавтодора значительно увеличилось количество дорог с твердым покрытием, была создана мощная производственная база. В каждом районном центре Тульской области были образованы линейные управления дорог, которые впоследствии выросли в мощные дорожные ремонтно-строительные управления.

Если в 1961 году Тульская область в республике занимала 72 место по плотности дорог, то в 1987 году — 2 место после Северной Осетии и 5 место по всей протяженности автодорог. В 80-е годы тульские дорожники вводили в эксплуатацию до 190 километров автодорог ежегодно. К 1984 году все центральные усадьбы колхозов и совхозов имели подъездные дороги с твёрдым покрытием. К 1987 году было построено и реконструировано 4176 км, из них 3989 км — с твёрдым покрытием.

Почётный гражданин Тульской области (2007).
Умер в 2013 году в Туле.

## Награды
- Орден Ленина
- Орден Октябрьской Революции (1976)
- Орден Отечественной войны II степени (06.04.1985)
- Орден Трудового Красного Знамени (дважды)
- Орден Красной Звезды (29.04.1945)
- Орден Знак Почёта
- Медаль «За отвагу» (12.08.1943, 21.10.1944, 22.07.1945)